# Walter Kintsch
 (mai 2023).
Si vous disposez d'ouvrages ou d'articles de référence ou si vous connaissez des sites web de qualité traitant du thème abordé ici, merci de compléter l'article en donnant les références utiles à sa vérifiabilité et en les liant à la section « Notes et références ».
Walter Kintsch, né le 30 mai 1932 à Timisoara et mort le 24 mars 2023, est professeur de psychologie à l'Université du Colorado de Boulder aux États-Unis.
Il a publié notamment sur la mémoire de travail à long terme.[réf. nécessaire]

## Publications
- Learning, Memory and Conceptual Processes, Wiley, 1972,  (ISBN 978-0471480716)
- Memory and Cognition, Wiley, 1977,  (ISBN 978-0471480723)
- avec T. A Van Dijk, Toward a model of text comprehension and production, Psychological Review, 1978, 85, pp363-394
- The role of knowledge in discourse comprehension : a construction-integration model, Psychological Review, 1988, vol 95, pp163-182
- Slide Down The Sky Reading Skills Workbook: Level 2:1, Open Court Pub Co, 1989,  (ISBN 978-0812621358)
- Remembering: A Study in Experimental and Social Psychology Cambridge University Press, 1995,  (ISBN 978-0521483568)
- Comprehension: A Paradigm for Cognition, Cambridge University Press, 1998,  (ISBN 978-0521629867)